# Стеликов Анатолій Іванович
Анатолій Іванович Стеликов (2 жовтня 1937, село Ходоровка, тепер Горецького району Могильовської області, Білорусь) — радянський і російський державний діяч, голова виконавчого комітету Калузької обласної ради народних депутатів. Народний депутат РРФСР (потім Росії) в 1990—1993 роках, входив конституційної комісії.

## Життєпис
Народився в селянській родині. Батько загинув під час німецько-радянської війни.
У 1954 році Анатолій Стеликов закінчив середню школу в Горецькому районі Могильовської області. З 1954 по 1955 рік — колгоспник колгоспу села Ходоровка Горецького району: працював на тракторі «ХТЗ-37» та на будівництві колгоспної тваринницької ферми.
У 1955—1960 роках — студент Білоруської державної сільськогосподарської академії в місті Горки Могильовської області, здобув спеціальність інженера-землевпорядника.
З 1960 року — інженер-землеупорядник відділу землеустрою Калузького обласного управління сільського господарства.
У 1961—1962 роках працював старшим інженером з районного планування, начальником відділу інженерних досліджень Калузького проєктного інституту. У 1962—1963 роках очолював групу відділу генплану та планування, був старшим інженером відділу підготовки проєктів інституту «Калугапромпроєкт». Член КПРС.
У 1967 році закінчив вечірній факультет Калузької філії Московського вищого технічного училища імені Баумана за спеціальністю «інженер-конструктор радіоелектронної апаратури».
З листопада 1968 року працював старшим техніком-конструктором, інженером-конструктором, старшим інженером-конструктором окремого конструкторського бюро, був заступником голови, а згодом і головою профкому Калузького електромеханічного заводу. З 1975 по грудень 1976 року — секретар партійного комітету Калузького електромеханічного заводу.
У грудні 1976—1983 роках — 2-й секретар, 1-й секретар Сухиницького районного комітету КПРС Калузької області.
У 1983—1989 роках — завідувач відділу організаційно-партійної роботи Калузького обласного комітету КПРС; секретар Калузького обласного комітету КПРС.
30 березня 1989 — вересень 1991 року — голова виконавчого комітету Калузької обласної ради народних депутатів.
25 серпня — 25 вересня 1991 року — в.о. голова адміністрації Калузької області.
У 1991—2000 роках працював у сільському господарстві Калузької області. З 1993 року був генеральним директором Калузької філії компанії «Російське насіння». У вересні 1996 року очолив Калузький обласний департамент сільського господарства та продовольства. Був одним із організаторів обласної цільової програми «Соціальний розвиток села Калузької області».
У 2000 році призначений керівником адміністрації губернатора Калузької області Анатолія Артамонова, в 2001 році за сумісництвом обійняв посаду заступника Калузького губернатора. Згодом став радником губернатора Калузької області, відповідав за розвиток наставництва в державних та муніципальних органах влади, взаємодію влади з населенням, інвестиційні проєкти Білорусі на території регіону.
Потім — на пенсії.

## Нагороди і звання
- орден «Знак Пошани» (1970)
- медаль «За доблесну працю. В ознаменування 100-річчя з дня народження Володимира Ілліча Леніна» (1970)
- медалі
- Почесна грамота Президії Верховної ради РРФСР
- Почесний громадянин Калузької області (29.11.2012)